# Maëlle Lakrar
Maëlle Lakrar, född den 27 maj 2000 i Orange, är en fransk fotbollsspelare.

## Karriär
Maëlle Lakrar inledde sin seniorkarriär i Olympique de Marseille år 2015. 2018 värvades hon av Montpellier innan hon 2024 kontrakterades av Real Madrid. Hon har även representerat det franska damlandslaget där hon debuterade år 2023.